# Marga Minco
Marga Minco, született Sara Menco (Ginneken, 1920. március 31. – Amszterdam, 2023. július 10.) holland újságíró, író.

## Életrajza
Ginnekenben született egy ortodox zsidó családban. 1938-ban újságíró-gyakornokként kezdett dolgozni a Bredasche Courantnál. Valódi vezetékneve Menco volt, de egy tisztviselő véletlenül megváltoztatta az első magánhangzót. Az 1940. májusi német inváziót követően és még azelőtt, hogy a megszálló csapatok kihirdették volna a zsidóellenes intézkedéseket, az újság németekkel rokonszenvező igazgatósága parancsára elbocsátották.
A második világháború elején Minco Bredában, Amersfoortban és Amszterdamban élt. Elkapta a tuberkulózis enyhe formáját és Utrechtben és Amersfoortban kórházban kezelték. 1942 őszén visszatért Amszterdamba a szüleihez, akiket a német megszállók arra kényszerítettek, hogy beköltözzenek a város zsidónegyedébe.
A háború későbbi szakaszában Minco szüleit, bátyját és nővérét deportálták, de miután megúszta a letartóztatást, a háború hátralévő részét rejtőzködve töltötte és ő volt a család egyetlen túlélője. Új nevet is kapott, Marga Faes néven, melynek első részét továbbra is használta. Minco feleségül ment a költő és műfordító Bert Voetenhez, akivel 1938-ban ismerkedett meg, és akivel együtt bujkált a háború alatt. A háború után számos újságon és folyóiraton dolgoztak. Két lányuk született, egyikük Jessica Voeten írónő.
2020 márciusában töltötte be 100. életévét és 2023. július 10-én, 103 évesen halt meg.

## Munkássága
1957-ben Minco kiadta első könyvét, Het bittere kruid ("Keserű fű") címen, amelyben egy névtelen szereplő a szerzőre emlékeztető háborús élményeken megy keresztül. Későbbi könyvének, az Een leeg huis ("Egy üres ház") címe nemcsak a lebontott házra utal, amelyet a főhősnő a megszállás végén a rejtekhelyből való előbújás után talál, hanem arra az ürességre is, amelyet barátjával, Yonával a háború utáni években éltek át, amihez hozzáadódott az a távolság, sőt néha még az ellenségeskedés is, amelyet a táborokból Hollandiába visszatérők tanúsítottak. Ezt a jelenséget Marga Minco írta le részletesebben a De andere kant ("A másik oldal") című novellagyűjteményében.
Az egzisztencializmus különleges feszességet támaszt munkásságában. Főszereplői gyakran a holokauszt túlélői, értelmetlennek élik meg életüket. Gyakran csak véletlenek sorozata miatt élték túl a háborút, miközben szeretteiket meggyilkolták. Frieda Borgstein például a De val ("A bukás") című novellában véletlenül túléli az egész háborút anélkül, hogy a nácik kezébe kerülne, akik kioltották férje életét. Ennek ellenére közvetlenül 85. születésnapja előtt meghal, amikor véletlenül beleesik egy fedetlen kútba.

## Művei
- Het bittere kruid – Een kleine kroniek (1957)[11]
- Het adres (1957)
- De andere kant (történetek) (1959)
- Tegenvoeters (with Bert Voeten(wd)[7]) (1961)
- Kijk 'ns in de la (1963)
- Het huis hiernaast (1965)
- Terugkeer (1965)
- Een leeg huis (1966)
- Het bittere kruid / Verhalen / Een leeg huis (1968)
- De trapeze 6 (with Mies Bouhuys(wd)) (1968)
- De dag dat mijn zuster trouwde (1970)
- Meneer Frits en andere verhalen uit de vijftiger jaren (1974)
- Je mag van geluk spreken (Bulkboek nr. 46, 1975)
- Het adres en andere verhalen (1976)
- Floroskoop – Maart (1979)
- Verzamelde verhalen 1951–1981 (1982)
- De val (1983)
- De glazen brug (Boekenweek, 1986)
- De glazen brug (with Loe de Jong(wd): De joodse onderduik) (1988)
- De zon is maar een zeepbel, twaalf droomverslagen (1990)
- De verdwenen bladzij – verhalenbundel voor kinderen (1994)
- Nagelaten dagen (1997)
- De schrijver – Een literaire estafette (2000)
- Decemberblues (2003)
- Storing (történetek) (2004)
- Een sprong in de tijd (az esszét az amszterdami Nieuwe Kerkben[12] megtartott emléknapi ceremóniára[13] írta, és lánya, Jessica Voeten(wd)[8] adta át) (2008)

### Magyarul megjelent művei
- Keserű fű (Het bittere kruid) – Magvető, Budapest, 1979 · ISBN 9632710118 · Fordította: Gera Judit (Rakéta regénytár sorozat)
- Az üveghíd (De glazen brug) – Gondolat, Budapest, 2007 · ISBN 9789636930134 · Fordította, utószó: Gera Judit (Akcentusok sorozat)

## Díjai
- 1957 – Bureau voor Postreclame en Adressen De Mutator N.V. Short-story Prize for Het adress
- 1958 – Vijverberg Prize(wd) for Het bittere kruid
- 1999 – Annie Romein Prize for her entire oeuvre
- 2005 – Constantijn Huygens Prize(wd) for her entire oeuvre
- 2019 – P.C. Hooft Award(wd) for her entire oeuvre[14]

## Fordítás
- Ez a szócikk részben vagy egészben  a   Marga Minco című angol Wikipédia-szócikk fordításán alapul.  Az eredeti cikk szerkesztőit annak laptörténete sorolja fel. Ez a jelzés csupán a megfogalmazás eredetét és a szerzői jogokat jelzi, nem szolgál a cikkben szereplő információk forrásmegjelöléseként.